# Стрельба в Барабинском транспортном колледже
Стрельба в Барабинском филиале Новосибирского колледжа транспортных технологий имени Н. А. Лунина произошла утром 10 мая 2018 года. 16-летний первокурсник Илья Иванистов открыл стрельбу по одногруппникам из охотничьего ружья, ранил одного из них и покончил с собой. Ещё двое одногруппников выпрыгнули из окон и получили травмы.
Инцидент в Барабинске является четвёртым случаем нападений на учебные заведения в России за 2018 год после случаев 15 января в Перми, 19 января в пригороде Улан-Удэ и 18 апреля в Стерлитамаке.

## Личность и мотивы преступника

Илья Иванистов

Илья Иванистов родился 2 августа 2001 года. На момент инцидента ему было 16 лет, он являлся учащимся 1 курса Барабинского филиала Новосибирского колледжа транспортных технологий имени Н. А. Лунина по специальности электромонтёр тяговой подстанции. Иванистов родился в городе Куйбышеве Новосибирской области.
Отец Ильи работал сотрудником вневедомственной охраны и занимался охотой, куда брал с собой сына. На странице подростка Вконтакте были фотографии со свастикой. После инцидента она была заблокирована за «нарушение правил сайта». Увлекался «экстремистскими течениями» и регулярно посещал интернет-сообщества, посвящённые оружию.
Иванистов учился в местной школе № 4. По словам человека, который учился с Ильёй в одной школе, он был тихим и спокойным. По мнению местных жителей, Иванистов мог стать жертвой издевательств одногруппников и сверстников. По их словам, в общежитии колледжа постоянно практиковали дедовщину. Иванистов проучился в колледже 8 месяцев, имел неприязнь к одногруппникам, которые подшучивали над ним, из-за чего был замкнутым и, предположительно, совершил нападение.
Преподаватель, который пытался успокоить Иванистова во время нападения, рассказал, что преступник стрелял без прицела. По словам девушки, которая знала Иванистова, Илья стрелял не наугад, а ранил конкретно своего обидчика. Однако пострадавший Дмитрий Болденков отрицает то, что он издевался над Ильёй. Местные жители уверены, что преподаватели знали о травле в колледже, но ничего не предпринимали. Также они считают, что Илью начали унижать из-за того, что приняли его за «деревенского парня», т. к. Иванистов родом из Куйбышева. Родители Ильи считают, что никакой травли не было.
Врио губернатора Андрей Травников на оперативном совещании в региональном правительстве сказал, что преподаватели могли заметить и зафиксировать изменения в поведении Иванистова и тем самым предотвратить нападение на колледж.

## Ход событий
Утром 10 мая 2018 года в 10:00 по МСК+4 Илья Иванистов пронёс мимо охраны двуствольное охотничье ружьё ИЖ-12 (оружие принадлежало отцу преступника) в рюкзаке, в разобранном виде, и собрал его в туалете. Войдя в свой класс, изучавший предмет ОКЖД (общий курс железной дороги), он наугад выстрелил в одногруппников. Нападавший ранил в правое плечо учащегося 18-летнего Дмитрия Алексеевича Болденкова, затем вышел в коридор и покончил с собой выстрелом в голову. Ещё трое учащихся, испугавшись, выпрыгнули из окна, двое из них (18-летний Гасим Агагуль-Оглы Гасанов и 17-летний Даниил Сергеевич Николайзин) получили переломы ног. Один из них в шоковом состоянии смог добраться до общежития, находящегося через дорогу.
Пострадавший Болденков был доставлен в Барабинскую центральную районную больницу в тяжёлом состоянии, остальные двое студентов с переломами ног — состоянии средней степени тяжести. Выстрел дробью вынес пять сантиметров кости и мышц предплечья. Болденков был перевезён воздушным судном санитарной авиации в город Новосибирск. Хирурги срезали мышцы спины и восполнили потерю ткани, затем взяли часть кости с бедра и поставили титановый штифт. Сращивать кость ездили в город Курган, в Федеральное государственное бюджетное учреждение «Российский научный центр „Восстановительная травматология и ортопедия“ имени академика Г. А. Илизарова».

## Расследование
Барабинский межрайонный следственный отдел Следственного управления СКР по Новосибирской области возбудил уголовное дело по ч. 3 ст. 30 п. «е» ч. 2 ст. 105 Уголовного кодекса Российской Федерации (покушение на убийство, совершённое общеопасным способом). Расследование дела взял под контроль глава Следственного комитета Российской Федерации Александр Бастрыкин. 
Уголовное дело было прекращено в связи со смертью подозреваемого. В 2019 году пострадавший Болденков, который к тому времени отчислился из колледжа, обратился в суд с гражданским иском «о компенсации морального вреда в связи с причинением вреда жизни и здоровью». По решению Барабинского районного суда Новосибирской области от 2 марта 2020 года было вынесено постановление взыскать в пользу Болденкова в общей сложности 1,2 миллиона рублей компенсации: 800 000 рублей морального вреда с колледжа, где произошло нападение, в порядке субсидиарной ответственности — с Министерства образования Новосибирской области, материальный вред в размере 34 396 рублей 50 копеек и судебные расходы в размере 14 000 рублей, а также 300 000 рублей с родителей Иванистова.
Мать пострадавшего Алёна Болденкова также обращалась в суд с иском о возмещении с колледжа морального вреда в размере миллиона рублей, но она получила отказ.